# Brasil (Aruba)
Brasil – miejscowość (plaats) i strefa (zone) w regionie Sint Nicolaas-Noord w południowej części kraju autonomicznego Aruba, należącego do Holandii, w Ameryce Południowej. 1 stycznia 2020 r. liczyła 2210 mieszkańców. Ośrodek przemysłowy.

## Podział administracyjny
W skład strefy wchodzi jedna miejscowość:
- Brasil

## Demografia
Strefa liczy 2210 mieszkańców (1 stycznia 2020).
| Kobiety | Mężczyźni |
| ------- | --------- |
| 1004    | 1206      |